# Église de Kerava
L'église de Kerava (en finnois : Keravan kirkko) est une église située à Kerava en Finlande. 

## Architecture
L'église en béton est conçue par Ahti Korhonen et sa construction est terminée en 1963. 
Elle a une superficie de 900 m2 et elle offre 500 sièges. 
L'édifice est asymétrique, l'autel est érigé contre le mur le plus long.
La tour du clocher et la sacristie sont construits dans un des coins. 
La décoration intérieure utilise le chêne en contraste avec le béton.
L'autel est décoré d'un relief métallique intitulé la force de Dieu et sculpté par Kauko Räsänen.
Le vitrail nommé la couronne d'épines est de Lauri Ahlgrén. 
L'orgue à 25 jeux est livré en 1963 par la fabrique d'orgues de Kangasala.